# Меленчук Олександр Михайлович
Олекса́ндр Миха́йлович Меленчу́к — капітан Збройних сил України, 11-та окрема бригада армійської авіації, учасник російсько-української війни.

## З життєпису
Народився у місті Херсон.
Після закінчення Кіровоградського льотного училища служив у військовій частині під Одесою, потім у військовій частині в селі Чорнобаївка, що під Херсоном.

### Російсько-українська війна
У віці 42 років військовий пенсіонер Олександр Меленчук самостійно поновився у рядах Збройних сил України. Став бортмеханіком гелікоптера. Під час бойового вильоту загинув.
Похований на кладовищі селища Геологів у Херсоні.

## Нагороди
- Орденом «За мужність» III ступеня (21 жовтня 2014, посмертно) — за особисту мужність і героїзм, виявлені у захисті державного суверенітету та територіальної цілісності України, вірність військовій присязі.[2]